# سيكلوبينزابرين
سيكلوبينزابرين (بالإنجليزية: Cyclobenzaprine) مرخي عضلي مستخدم لتخفيف تشنجات العضلات والهيكل العظمي وآلام العضلات والعظام المرتبطة بها.

## الزمرةالدوائية
مسكنات الألم وخافضات الحرارة.

## الصيغة الكيميائية
C20H21N

## مضادات الاستطباب
لا يستخدم إذا كان لديك مؤخرا نوبة قلبية، أو إذا كان لديك:
- اضطراب ضربات القلب.
- فشل القلب الاحتقاني.
- فرط نشاط الغدة الدرقية.

قبل استخدام الدواء، أخبر طبيبك إذا كان لديك حساسية لأي دواء، أو إذا كان لديك:
- مشاكل في التبول.
- تضخم البروستات.
- الزرق.
- أمراض الكبد.

## الآثار الجانبية

### الآثار الجانبية الخطيرة
- ضربات القلب غير منتطمة.
- ألم في الصدر، ألم عام ينتشر إلى الذراع أو الكتف.
- غثيان، تعرق.
- خدر مفاجئ أو ضعف، وخاصة على جانب واحد من الجسم.
- صداع مفاجئ، ارتباك، مشاكل في النطق والرؤية أو التوازن.
- شعور طائش، إغماء.
- ألم المعدة، حمى منخفضة، فقدان الشهية، بول داكن، براز بلون الطين، يرقان (اصفرار الجلد أو العينين).
- سلوك غير عادي، هلوسة (رؤية الأشياء).
- كدمات أو نزف، ضعف غير عادي.

### الآثار الجانبية الأقل خطورة
- جفاف الفم أو الحلق.
- عدم وضوح الرؤية.
- نعاس، دوخة، شعور بالتعب.
- إسهال، إمساك.
- ضعف العضلات.

### الآثار المهدئة
- من المحتمل ان يسبب تأثيرات مناهضة للهستامين والسيروتونين، والمستقبلات المسكارينية.
- التحريض هو أحد الآثار الجانبية شيوعا لوحظ وخاصة عند كبار السن. وبصورة عامة، توصي NCQA تجنب استخدام سيكلوبنزابرين عند كبار السن بسيي احتمال حدوث آثار جانبية أكثر خطورة.

## الامتصاص
يمتص بشكل جيد بعد تناوله عن طريق الفم.

## الاستقلاب والإطراح
- يتم استقلاب على نطاق واسع.
- يفرز في المقام الأول كما عن طريق الكليتين.
- يتم التخلص منه بمعدل 0,7 ليتر/دقيقة.

## العُمُرُ النِّصْفِيّ
18 ساعة.

## التداخلات الدوائية
يمكن أن يتفاعل مع العديد من الأدوية منها:
- أتروبين، بنزتروبين، هيدرينات، ميتسكوبولامين ، أو سكوبولامين
- تيوتروبيوم.
- غليكوبيرولات.
- غوانيثيدين.
- ميبنزولات.
- ترامادول.
- أدوية المثانة البولية مثل: فلافوكسات، أوكسي بوتينين.
- أدوية القولون العصبي مثل: ديسيكلومين، هيوسيامين، بروبانثيلين.

## الحفظ والتخزين
يُحفظ الدواء في درجة حرارة الغرفة بعيدا عن الرطوبة والحرارة والضوء.